# Steve Colpaert
Pour les articles homonymes, voir Colpaert (homonymie).
Steve Colpaert, est un footballeur belge, né le 13 septembre 1986 à Etterbeek. Il évolue actuellement au Royal Antwerp FC comme défenseur.

## Carrière
Steve Colpaert s'affilie à Dilbeek Sport en 1992 et rejoint quatre ans plus tard l'Eendracht Alost. En 2000, il retourne à Bruxelles et intègre le centre de formation du RWDM. Deux ans plus tard, le club tombe en faillite. Comme de nombreux autres jeunes, Colpaert rejoint alors le FC Strombeek, qui devient un an plus tard le FC Brussels.
Le 28 février 2004, il joue ses premières minutes avec l'équipe première en montant au jeu à la 89e minute lors d'un déplacement à Ostende. La semaine suivante, il est titulaire pour la première fois. Il ne joue ensuite plus en championnat, remporté par le Brussels. Le 30 octobre 2004, il joue son premier match de Division 1 et devient un joueur important du noyau, bien qu'il ne soit pas systématiquement titulaire durant la saison. Il honore ses premières sélections avec les équipes nationales belges U18 et U19.
La saison 2005-2006 marque un premier tournant dans la carrière de Steve Colpaert. Il s'impose comme titulaire indiscutable dans la défense bruxelloise. Il dispute presque toutes les rencontres du championnat et est appelé en équipe de Belgique espoirs. La saison suivante débute de la même manière pour le joueur mais une première grosse blessure le tient écarté des terrains durant quatre mois en milieu de championnat. Revenu dans l'équipe en mars 2007, il est appelé par Jean-François De Sart pour faire partie de l'équipe belge au championnat d'Europe Espoirs 2007, qui se déroule aux Pays-Bas. Malheureusement pour lui, lors d'un contact à l'entraînement avec Guillaume Gillet, il est victime d'une grave blessure, une double fracture tibia-péroné, qui le force à renoncer une semaine avant le début du tournoi.
La saison 2007-2008 est une année noire pour Steve Colpaert, qui doit subir trois opérations, notamment à cause d'infections. Il ne dispute aucun match durant plus d'un an. En février 2008, il accorde une interview au quotidien flamand Het Laatste Nieuws dans laquelle il se plaint de la manière dont sa blessure est gérée par le club. Ses propos vexent les dirigeants du club, le président Johan Vermeersch en tête, qui déclare que « Steve Colpaert peut partir tout de suite et poursuivre sa revalidation dans un autre club ». Il est alors mis à l'écart du noyau professionnel et déclare qu'il quittera le Brussels lors du mercato estival. À la suite de cette annonce, plusieurs clubs belges (Standard de Liège) et français (Nice et Valenciennes) se montrent intéressés par le joueur.
Finalement, le joueur annonce le 16 mars 2008 qu'il rejoindra le SV Zulte Waregem la saison prochaine. Dès son arrivée dans son nouveau club, Steve Colpaert obtient une place de titulaire en défense. Il dispute deux saisons pleines et confirme son statut. Le 3 mars 2010, il est appelé pour la première fois en équipe nationale par Dick Advocaat pour disputer un match amical face à la Croatie. Il est titularisé au poste d'arrière-droit et dispute l'intégralité de la rencontre. Sa bonne saison attire les grands clubs belges, dont La Gantoise, qui tente de le transférer en août 2010, sans succès. En décembre, c'est au tour du Sporting Anderlecht de manifester son intérêt mais la direction de Zulte Waregem et l'entraîneur Hugo Broos refusent de le laisser partir en cours de saison.
Le 6 octobre 2010, Steve Colpaert prolonge son contrat à Zulte Waregem jusqu'en juin 2016.

## Palmarès
- Champion de Belgique de Division 2 en 2004 avec le FC Brussels.

## Statistiques
| Saison                | Club                  | Championnat           | Championnat | Championnat | Coupe(s) nationale(s) | Coupe(s) nationale(s) | Compétition(s) continentale(s) | Compétition(s) continentale(s) | Compétition(s) continentale(s) | Sélection        | Sélection | Sélection | Total | Total |
| Saison                | Club                  | Division              | M.          | B.          | M.                    | B.                    | Comp.                          | M.                             | B.                             | Équipe           | M.        | B.        | M.    | B.    |
| 2003-2004             | FC Brussels           | Division 2            | 2           | 0           | 0                     | 0                     | -                              | 0                              | 0                              | Belgique -18 ans | 6         | 0         | 8     | 0     |
| 2004-2005             | FC Brussels           | Jupiler Pro League    | 16          | 0           | 0                     | 0                     | -                              | 0                              | 0                              | Belgique -19 ans | 9         | 1         | 25    | 1     |
| 2005-2006             | FC Brussels           | Jupiler Pro League    | 28          | 0           | 1                     | 0                     | -                              | 0                              | 0                              | Belgique espoirs | 2         | 0         | 31    | 0     |
| 2006-2007             | FC Brussels           | Jupiler Pro League    | 17          | 1           | 0                     | 0                     | -                              | 0                              | 0                              | Belgique espoirs | 1         | 0         | 18    | 1     |
| 2007-2008             | FC Brussels           | Jupiler Pro League    | 0           | 0           | 0                     | 0                     | -                              | 0                              | 0                              | -                | -         | -         | 0     | 0     |
| Sous-total            | Sous-total            | Sous-total            | 63          | 1           | 1                     | 0                     | -                              | 0                              | 0                              | -                | 18        | 1         | 82    | 2     |
| 2008-2009             | SV Zulte Waregem      | Division 1            | 24          | 0           | 2                     | 0                     | -                              | 0                              | 0                              | Belgique espoirs | 2         | 0         | 28    | 0     |
| 2009-2010             | SV Zulte Waregem      | Division 1            | 35          | 0           | 2                     | 0                     | -                              | 0                              | 0                              | Belgique         | 1         | 0         | 38    | 0     |
| 2010-2011             | SV Zulte Waregem      | Division 1            | 33          | 0           | 0                     | 0                     | -                              | 0                              | 0                              | -                | -         | -         | 33    | 0     |
| 2011-2012             | SV Zulte Waregem      | Division 1            | 34          | 0           | 1                     | 0                     | -                              | 0                              | 0                              | -                | -         | -         | 35    | 0     |
| 2012-2013             | SV Zulte Waregem      | Division 1            | 33          | 0           | 4                     | 1                     | -                              | 0                              | 0                              | -                | -         | -         | 37    | 1     |
| 2013-2014             | SV Zulte Waregem      | Division 1            | 33          | 0           | 5                     | 1                     | LC+LE                          | 2+5                            | 0+0                            | -                | -         | -         | 45    | 1     |
| 2014-2015             | SV Zulte Waregem      | Division 1            | 15          | 0           | 1                     | 0                     | LE                             | 3                              | 1                              | -                | -         | -         | 19    | 1     |
| Sous-total            | Sous-total            | Sous-total            | 207         | 0           | 15                    | 2                     | -                              | 10                             | 1                              | -                | 3         | 0         | 235   | 3     |
| Total sur la carrière | Total sur la carrière | Total sur la carrière | 270         | 1           | 16                    | 2                     | -                              | 10                             | 1                              | -                | 21        | 1         | 317   | 5     |

## Sélections internationales
Steve Colpaert compte une seule sélection avec les « Diables Rouges », le 3 mars 2010 à l'occasion d'un match amical face à la Croatie. Il est titularisé par le sélectionneur Dick Advocaat mais ne sera plus jamais appelé par la suite.
Auparavant, il avait disputé six rencontres avec les moins de 18 ans (six sélections), neuf avec les moins de 19 ans (dix sélections) et cinq avec les espoirs (huit sélections).
| Date       | Compétition  | Adversaire | Lieu      | Score | Remarque |
| ---------- | ------------ | ---------- | --------- | ----- | -------- |
| 03/03/2010 | Match amical | Croatie    | Bruxelles | 0-1   |          |